# Szövetségi Tanács (Ausztria)
A Szövetségi Tanács (németül Bundesrat) az osztrák parlament két háza közül az, amely a kilenc osztrák tartományt képviseli szövetségi szinten. Habár a parlament felsőházának nevezik, nem ez az osztrák törvényhozás legfelső szerve. Az alsóháznak, a Nemzeti Tanácsnak jóval nagyobb a hatalma. A törvények csak a Szövetségi Tanácsnak jóváhagyásával léphetnek életbe, de egy törvényt csak egyszer vétózhat meg, és a vétóját a Nemzeti Tanács a legtöbb esetben felülírhatja. 
Székhelye, mint a Nemzeti Tanácsé is, a parlament bécsi, ringstrassei épülete, a valamikori Császári Tanács felsőháza, a Herrenhaus korábbi épületrészében. Ugyanebben az épületben ülésezik a Szövetségi Tanács és a Nemzeti Tanács képviselőiből álló Szövetségi Gyűlés is.

## Fordítás
- Ez a szócikk részben vagy egészben  a   Federal Council (Austria) című angol Wikipédia-szócikk ezen változatának fordításán alapul.  Az eredeti cikk szerkesztőit annak laptörténete sorolja fel. Ez a jelzés csupán a megfogalmazás eredetét és a szerzői jogokat jelzi, nem szolgál a cikkben szereplő információk forrásmegjelöléseként.